# Podzvoniční rybník
Podzvoniční rybník o výměře vodní plochy 0,39 ha se nalézá asi 100 m západně od kostela sv. Petra a Pavla v obci Babice v okrese Hradec Králové u křižovatky silnic vedoucích do obcí Kosičky a Barchov. Rybník je využíván pro chov ryb.
Podzvoniční rybník je spolu s okolními rybníky Vondránek, Vysušil, Řepíček a Svinče pozůstatkem bývalé rozsáhlé Chlumecké rybniční soustavy, která v době svého největšího rozkvětu čítala na 193 rybníků vybudovaných v průběhu 15. až 16. století v oblasti povodí řek Cidliny a Bystřice.

## Galerie

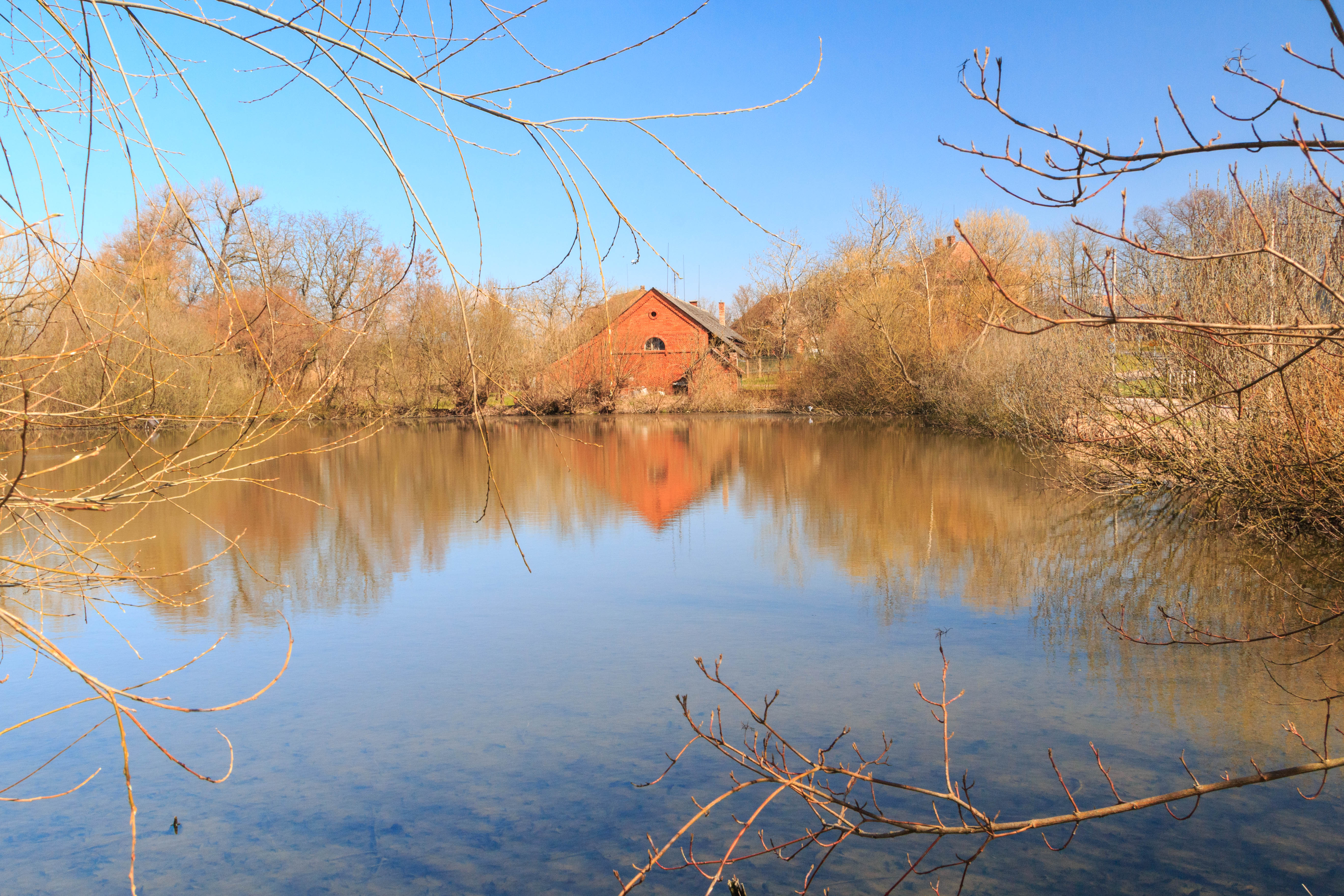
pohledy na Podzvoniční rybník v Babicích
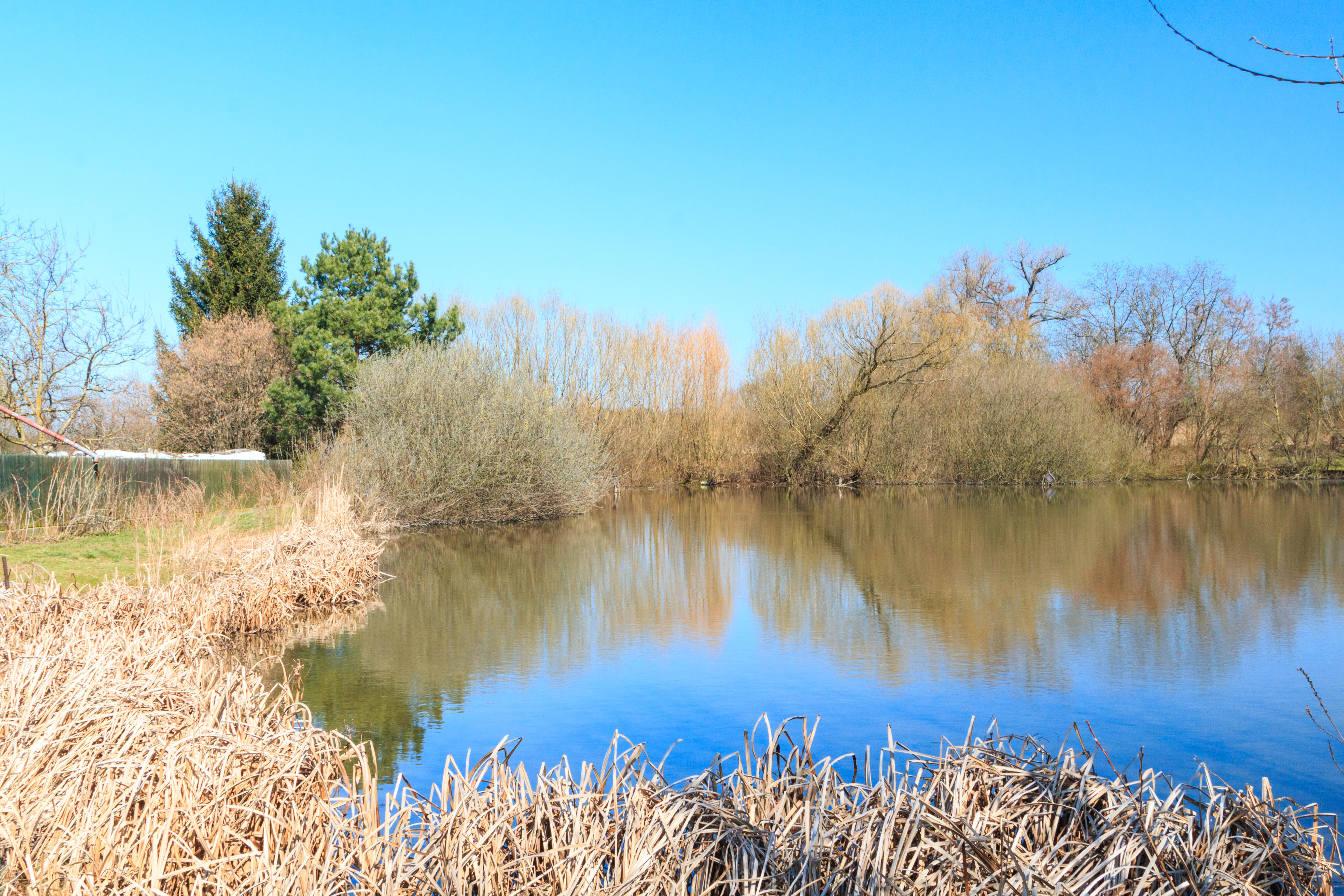
pohledy na Podzvoniční rybník v Babicích
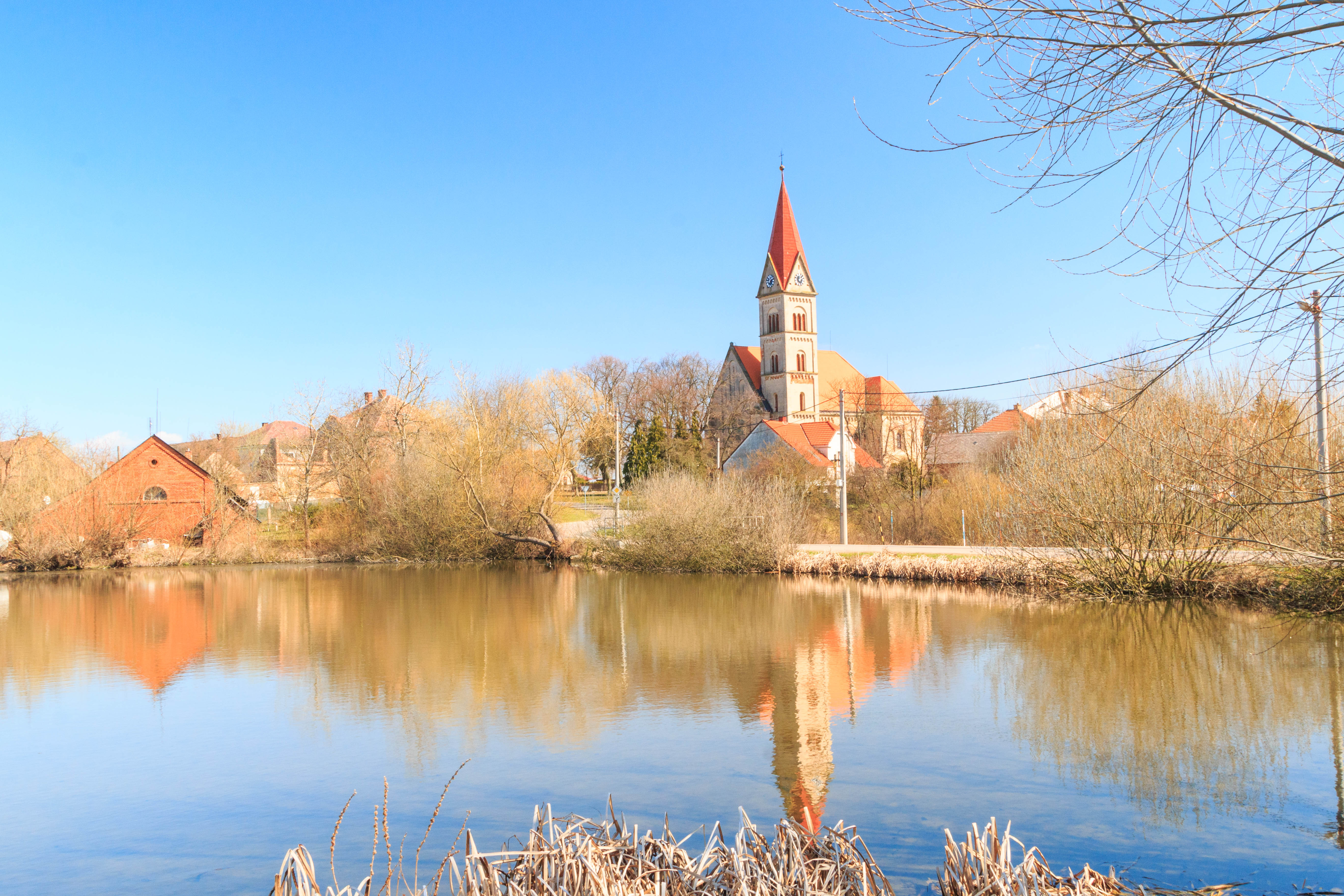
pohledy na Podzvoniční rybník v Babicích
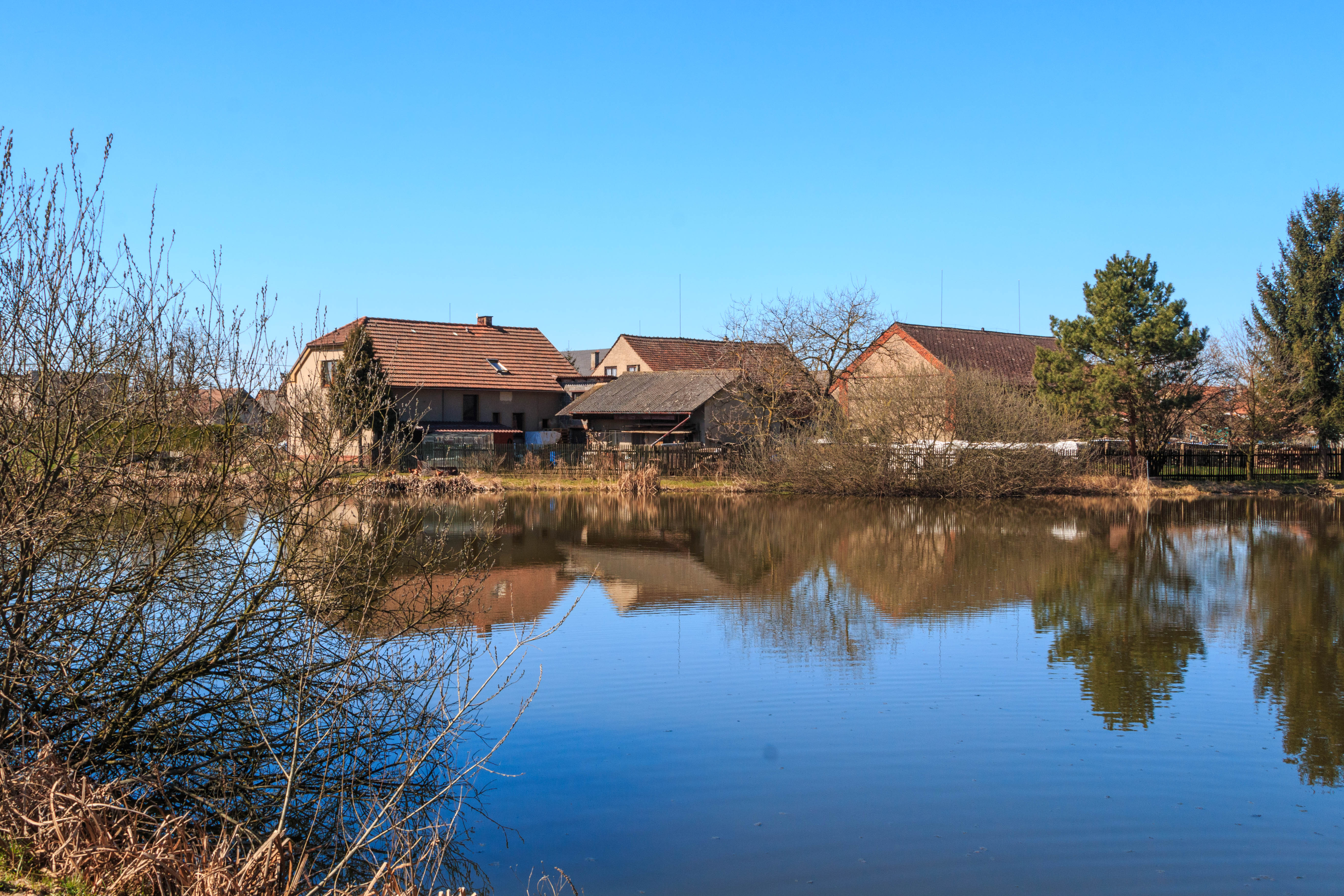
pohledy na Podzvoniční rybník v Babicích